# Renato Russo
Renato Russo, (Rio de Janeiro, 1960. március 27. – Rio de Janeiro, 1996. október 11.) brazil énekes, dalszerző.

## Pályafutása
Renato Manfredini Jr. Rio de Janeiróban, Rio de Janeiróban született. Apja a Banco do Brasil ügyvezetője volt. A család a New York állambeli Queens állambeli Forest Hillsbe költözött 1967-ben, amikor a városban állást kapott. Renato és családja később visszatért Rio de Janeiróba. 18 évesen biszexuálisként jelentkezett édesanyjánál. 1988-ban kiadta a „Meninos e Meninas” című dalt, melynek refrénje így szólt: „szeretem Szent Jánost, szeretem Szent Ferencet és Szent Sebestyént, és szeretem a fiúkat és a lányokat.”
1975-ben, – 15 éves korában – megállapították, hogy epiphysiolysisben, egy csontbetegségben szenved. Három platina tűt ültettek be a medencéjébe. Lábadozása során hat hónapig ágyban volt, szinte teljesen mozdulatlanul.
1978-ban és 1979-től négy évig az Aborto Elétrico (Elektromos abortusz) punk rockegyüttes basszusgitárosa volt. A dobossal való folyamatos vitái miatt az zenekar felbomlott. Renato Russo ebben az időszakban sok dalt írt, melyek slágerek lettek.
Az Aborto Elétrico vége után Renato szólókarrierbe kezdett. Ez az időszak csak néhány hónapig tartott, ugyanis 1982-ben csatlakozott Marcelo Bonfához.
A Legião Urbana vezetőjeként Renato Russo elérte zenész karrierjének csúcsát, és a brazil rock legfontosabb dalszerzőjeként ismerték el.
Pályafutása során négy könyve jelent meg, halála után pedig további négy könyv jelent meg róla. Ezek bemutatják nézőpontját a rockról, a biszexualitásról, a drogok és a politika viszonyáról. „Egy kisebbség tagja vagyok... ebben az országban. Pánszexuálisnak tartom magam”.
Renato Russót 1989-ben diagnosztizálták HIV-pozitívnak. 1996. október 11-én halt meg az AIDS okozta szövődmények következtében.
1996. október 22-én, tizenegy nappal halála után bejelentették a Legião Urbana zenekar végét. A zenekar becsült eladásai Brazíliában Renato élete során nagyjából 25 millió albumot tettek ki. Több mint egy évtizeddel halála után albumainak eladásai még mindig jelentősek.

## Stúdióalbumok
- 1994: The Stonewall Celebration Concert
- 1995: Equilíbrio Distante
- 1997: O Último Solo
- 2003: Presente

## Másokkal
- 2000: Série Bis: Renato Russo (dupla lemez)
- 2001: Série Para Sempre: Renato Russo
- 2002: Série Identidade: Renato Russo
- 2004: O Talento de Renato Russo
- 2006: Renato Russo – Uma Celebração
- 2008: O Trovador Solitário
- 2010: Renato Russo: Duetos
- 2013: Sinfônico
- 2013: Somos Tão Jovens (movie soundtrack)

## Filmek
- https://www.imdb.com/name/nm1543823/

## Díjak
- 1996: Latin Grammy-díj jelölt
- 2004: Ordem do Mérito Cultural